# Bradina bicoloralis
Bradina bicoloralis là một loài bướm đêm trong họ Crambidae.